# Liste der Kulturdenkmäler in Simmern/Hunsrück
In der Liste der Kulturdenkmäler in Simmern/Hunsrück sind alle Kulturdenkmäler der rheinland-pfälzischen Stadt Simmern/Hunsrück aufgeführt. Grundlage ist die Denkmalliste des Landes Rheinland-Pfalz (Stand: 27. Oktober 2023).

## Denkmalzonen
| Bezeichnung                            | Lage                       | Baujahr  | Beschreibung                               | Bild                           |
| -------------------------------------- | -------------------------- | -------- | ------------------------------------------ | ------------------------------ |
| Denkmalzone Jüdischer Friedhof Simmern | südwestlich der Stadt Lage | vor 1800 | vor 1800 gegründet, 115 Grabstelen ab 1855 | weitere Bilder Fotos hochladen |

## Einzeldenkmäler
| Bezeichnung                     | Lage                                   | Baujahr                              | Beschreibung | Bild                           |
| ------------------------------- | -------------------------------------- | ------------------------------------ | --- | ------------------------------ |
| Stadtbefestigung                | Hüllstraße, Mühlengasse Lage           |                                      | von der 1689 zerstörten Stadtbefestigung erhalten: Schinderhannesturm (Hüllstraße), mittelalterlicher Bruchsteinbau, 1750 neues Dach; Rundturm (Mühlengasse), Bruchstein; Teil der Stadtmauer vom Rundturm in der Mühlengasse bis in die Koblenzer Straße | weitere Bilder Fotos hochladen |
| Umspannturm                     | Am Stadtgarten Lage                    | um 1910/20                           | Umspannturm, Heimatstil, um 1910/20 | Fotos hochladen                |
| Schulhaus                       | Fruchtmarkt 2 Lage                     | 1846                                 | ehemalige Schule; romanisierender Bruchsteinbau, 1846, in der Nachfolge von Johann Claudius von Lassaulx | Fotos hochladen                |
| Wohnhaus                        | Gerbereistraße, zu Nr. 19 Lage         | 19. Jahrhundert                      | kleines Gerbereihäuschen, 19. Jahrhundert | BW                             |
| Wohn- und Geschäftshaus         | Kirchberger Straße 8 Lage              | Mitte des 19. Jahrhunderts           | klassizistischer Putzbau, Mitte des 19. Jahrhunderts | BW                             |
| Pfarrhaus                       | Klostergasse 1 Lage                    | 1704                                 | ehemaliges Karmeliterkloster; achtachsiger Putzbau, bezeichnet 1704; im Mittelportal Statuette des heiligen Joseph, Burkhard Zamels zugeschrieben | weitere Bilder Fotos hochladen |
| Katholische Kirche St. Joseph   | Klostergasse 3 Lage                    | 1749–52                              | Saalbau, 1749–52 | weitere Bilder Fotos hochladen |
| Gartenhaus                      | Kuhnengasse 18 Lage                    | um 1930                              | Gartenhaus, teilweise Fachwerk, samt Terrassenmauern und Garten, um 1930; bauliche Gesamtanlage | BW                             |
| Kreisverwaltung                 | Ludwigstraße 3/5 Lage                  | um 1910/20                           | neubarocke Dreiflügelanlage, Mansardwalmdach, um 1910/20 | Fotos hochladen                |
| Neumühle                        | Mühlengasse 19 Lage                    | zweites Viertel des 18. Jahrhunderts | stattlicher Mansardwalmdachbau, teilweise Fachwerk, Skulptur, zweites Viertel des 18. Jahrhunderts | BW                             |
| Wohn- und Geschäftshaus         | Oberstraße 11/13 Lage                  | 17. Jahrhundert                      | Fachwerkhaus, teilweise massiv, verputzt und verkleidet, historischer Ladeneinbau, im Kern aus dem 17. Jahrhundert | BW                             |
| Wohn- und Geschäftshaus         | Oberstraße 36 Lage                     | 1902                                 | späthistoristischer Backsteinbau, bezeichnet 1902 | Fotos hochladen                |
| Wohn- und Geschäftshaus         | Oberstraße 38 Lage                     | um 1700                              | dreigeschossiger Walmdachbau, Fachwerk, teilweise massiv und verschiefert, um 1700 | BW                             |
| Schulhaus                       | Oberstraße 40 Lage                     | 1689 bis 1724                        | ehemalige evangelische Schule; dreigeschossiger Mansardwalmdachbau, Fachwerk, teilweise massiv und verschiefert, 1689 bis 1724 | Fotos hochladen                |
| Wohnhaus                        | Oberstraße, hinter Nr. 40 Lage         | frühes 17. Jahrhundert               | Fachwerkhaus, teilweise verschiefert, frühes 17. Jahrhundert | BW                             |
| Evangelische Kirche St. Stephan | Römerberg 2 Lage                       | 1486                                 | ehemalige Schlosskirche; spätgotische Hallenkirche, 1486 bis um 1509, Turmerhöhung 1752 | weitere Bilder Fotos hochladen |
| Wohnhaus                        | Römerberg 4 Lage                       | 17. Jahrhundert                      | dreigeschossiges Fachwerkhaus, teilweise verschiefert, im Kern wohl aus dem 17. Jahrhundert | BW                             |
| Wohnhaus                        | Römerberg 25 Lage                      | 1612                                 | Fachwerkhaus, teilweise massiv und verschiefert, bezeichnet 1612, Kniestock 19. Jahrhundert | BW                             |
| Kriegerdenkmal                  | Rottmannstraße bei Nr. 10 im Wald Lage |                                      | Kriegerdenkmal 1870/71; Sandsteinobelisk | BW                             |
| Schloss Simmern                 | Schloßplatz 6 Lage                     | 1708–13                              | Dreiflügelanlage um Ehrenhof, 1708–13 | weitere Bilder Fotos hochladen |
| Wohn- und Geschäftshaus         | Vor dem Tor 1 Lage                     | 1838                                 | dreigeschossiger siebenachsiger Walmdachbau, Fachwerk, teilweise massiv, 1838; ursprünglich im Besitz der Kasinogesellschaft Simmern, später Hotel | BW                             |